# Rotterdam Termination Source
Pour les articles homonymes, voir RTS, Steenbergen (homonymie) et Scholte.
Rotterdam Termination Source est un groupe de techno hardcore et gabber néerlandais. En date, il est composé de Maurice Steenbergen, Danny Scholte ayant quitté le groupe. Le groupe est mieux connu pour son single Poing! composé en 1992,, qui atteint les classements musicaux aux Pays-Bas et en Belgique et atteint la vingt-septième place au UK Singles Chart. Également, leur single Merry X-Mess atteint la 73e place en 1993. 

## Biographie
Poing! est un single gabber composé par Rotterdam Termination Source, distribué par le label discographique Rotterdam Records en 1992. La chanson, composée par Maurice Steenbergen et Danny Scholte, est constituée d'une approche minimaliste : durant toute la durée du single, un son « poing ! » peut être entendu durant la grosse caisse. Le single atteint les classements musicaux aux Pays-Bas et en Belgique et atteint la vingt-septième place au UK Singles Chart. Le chant Boing Boing de l'équipe de football britannique West Bromwich Albion Football Club semble être inspiré de ce single.
En 2005, Steenbergen reforme RTS avec Guido Pernet de Human Resource, groupe connu pour son single Dominator. En 2008, RTS participe à un mixset pour l'album Rotterdam Records 15 jaar + 1 Feest célébrant les quinze ans d'existence du label Rotterdam Records.

## Discographie
- 1992 : Poing (Rotterdam Records)
- 1992 : Rough Justice / Feyenoord (Watts Music)
- 1993 : Merry X-Mess (Rotterdam Records)
- 1998 : The United Styles of Hardcore (Brainless Hardcore)
- 1999 : Wasted Five Years and Two Ears (Brainless Hardcore)